# Transcripció dels jeroglífics

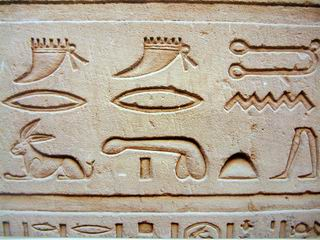
Jeroglífics inscrits als murs del temple de Kom Ombo.

Per a la transcripció dels jeroglífics, diuen que hi ha tantes normes com egiptòlegs. En altres paraules, no sembla haver-hi cap transcripció universal dels jeroglífics. És perquè hi ha molts obstacles per transcriure'ls exactament, cosa que obliga a fer extrapolacions.

## Les transcripcions
Cal diferenciar les transcripcions corrents (les que podem trobar per a designar personatges o conceptes de l'antiguitat egípcia -com «faraó», «Wadjet», «Nefertiti» o «ka»), transcripcions fixes, transcripcions ambigües (un mateix fonema egipci serà traduït per un gran nombre de signes diferents), i transcripcionsi pròpies d'una llengua («Nefertiti» es diu «Nofretete» en alemany), de les transcripcions científiques, utilitzades en lingüística i epigrafia (estudi de les inscripcions) egípcies. Aquest segon sistema, més rigorós, utilitza un únic símbol per a cada fonema, encara que la pronunciació d'aquest fonema no es conegui amb seguretat.
El sistema de notació científica pot variar d'una llengua a l'altra, però té un esquema constant. El defecte principal és que continua sent impronunciable: és més una transcripció abstracta que un mètode de lectura real. La transcripció científica no pot ser utilitzada per un estranger, que no pot llegir-la, i en conseqüència no la pot desxifrar fàcilment. A més, s'allunya força dels usos ja establerts a les llengües modernes.
Es poden així comparar les dues versions de les paraules citades: pr ʿ 3 és la transcripció acadèmica de la paraula pera: faraó. Wadjet  es transcriu, entre altres possibles formes, uḏ3.t; Nefertiti és nfr.t yi (i). ti i ka serà K3.

## Qüestió fonètica
Ja sabem llegir els jeroglífics, però, encara que sembli contradictori, és difícil de saber-ne la pronúncia, perquè fa molt de temps que no es parla egipci. Les úniques pistes són:
- La llengua copta, que deriva de l'antiga llengua egípcia;
- Els textos d'unes altres llengües, com el grec antic, que citen, de vegades, noms o paraules egípcies;
- El mètode comparatiu lingüístic, que permet deduir pronúncies, comparant amb les altres llengües afroasiàtiques;
- L'anàlisi de textos erronis fa deduir que si un signe ha estat confós amb un altre, és perquè tots dos tenien sons propers.

Per fer-nos una idea de l'escassa fiabilitat de les cites gregues, només cal comparar la manera de transcriure el nom de la capital de la Xina [p ʰ eɪ t͡ɕiŋ] (Pequín) amb la romanització que utilitzen els mateixos xinesos (Beijing). No podem saber com pronunciaven els egipcis les paraules escrites pels grecs. A més, el grecs les adaptaven als seus propis sons, molt allunyats dels dels egipcis. Així, molts noms egipcis corrents (com «faraó», «Wadjet»), o els noms dels déus, provenen del llatí mitjançant els grecs. Ens podem imaginar com es van deformar: de l'egipci al grec, del grec al llatí, i del llatí al català.
Malgrat tot, gràcies al coneixement de les altres llengües afroasiàtiques (com ara el copte, l'àrab, l'hebreu, l'accadi, o fins i tot el haussa), els egiptòlegs estan d'acord pel que fa a cert nombre de sons, i han creat normes per pronunciar les paraules egípcies. Cal recordar que només s'escriuen les consonants, com a les llengües semites: l'escriptura egípcia és una abjad. Les vocals van ser deduïdes intuïtivament (tasca impossible sense cap coneixement precís de la llengua). Les vocals de l'idioma copte poden donar una idea de la possible vocalització. Cal no perdre de vista, però, que els sons d'una llengua estan en constant evolució: el copte pot donar-ne només un indici.
També cal dir que no hi havien normes ortogràfiques rígides, i que algunes paraules podien ser escrites de maneres diferents. A més, l'ordre dels jeroglífics no era sempre lineal: podia canviar per estètica, o per emfasitzar un déu, el nom del qual havia de ser al començament. Així, el nom del faraó Tut-Ankh-Amon s'escrivia Amon-tut-ankh. Això explica que, per a alguns faraons poc coneguts, no estiguem segurs de com llegir els jeroglífics.

## Exemple de transcripció no científica
| i | mn | * | n |

 El nom del déu Ammó (vegeu jeroglífic) té tres jeroglífics. Són tres consonants: A, m, n. Cal dir que el so A no existeix en català, i es considera una consonant feble, probablement una oclusiva glotal sorda, com la hamza de l'àrab. "A" es transcriu com a "i" quan és al mig d'una paraula, i com "A" o "I" quan és al començament).
La col·locació de vocals a l'arrel consonàntica es diu vocalització. A l'escriptura jeroglífica, no hi ha cap vocalització, i això fa que només puguem refer-la indirectament. Per exemple, la i inicial és una consonant feble, però la pronúncia té poca incidència a la paraula. Per tant, es pot fer servir la vocal a (com amb l'àlef de l'hebreu o amb l'alif àrab, que són la mateixa consonant) (i que després serien l'alfa del grec, pronunciada a).
Actualment, el déu es diu Ammó en català, i en unes altres llengües. Per tant, la vocalització és Amon, que ve del grec passant pel llatí. Els grecs deien Ἄμμων Amon, i els romans deien Amon (fins i tot Hammon). A tots dos casos, la o és llarga (i oberta en grec, és a dir, en API [ɔː]). En copte és αμουν, que es llegeix «Amun». Els cuixites diuen Amani.
Tot això demostra que la vocalització és diferent d'una llengua a una altra, i els fonemes evolucionen amb el temps. Els babilonis dels segles XV al XIII aC deien Amana (on ā és una a llarga) o Amanu, Amman quan era una paraula composta. Els assiris dels segles VIII i VII aC deien Amūnu.
Per tant, deduïm que:
- La primera vocal és una a breu
- La segona vocal és llarga, i la pronúncia està entre o i u.

Es fa impossible saber la pronúncia exacta d'un nom tan freqüent com el del déu Ammó. Això explica per què podem trobar: Imen, Imon, Amen, Amon, o Amun. En català també trobem aquesta ambigüitat: diem Ammó (amb una o), però diem el faraó Amin Ofis (amb una i), malgrat que l'arrel AMN és la mateixa als dos noms.
El problema és doble:
- És impossible atribuir a cada signe un únic so
- És impossible saber la vocalització amb precisió

L'única transcripció que pot acceptar tothom és sense vocals: IMN. És científica, i molt abstracta, com es pot comprovar.

## Sistema de transcripció científica
La transcripció científica és més estricta, gairebé com la transliteració. És la que es fa servir als llibres de gramàtica de l'egipci. Menys alguns detalls, és internacional.
Els símbols de la columna «pronúncia fonètica» segueixen els convenis de l'API. Són només suposicions, però estan d'acord amb la majoria d'egiptòlegs. La columna «pronunciació corrent» respecta els usos catalans.
  Nota: el primer símbol no és a l'Unicode. Aquí s'ha substituït per un tres, perquè s'assemblen. Normalment es fan servir dos apòstrofs corbats, un damunt de l'altre. 
| Símbols | pronúncia fonètica | pronúncia corrent |
| ------- | ------------------ | ----------------- |
| 3       | a                  | a llarga          |
| '       | ʕ                  | a curta           |
| Ἰ       | i                  | i                 |
| I       | y                  | y                 |
| W       | u                  | u                 |
| B       | b                  | b                 |
| P       | p                  | p                 |
| F       | f                  | f                 |
| M       | m                  | m                 |
| N       | n                  | n                 |
| R       | r                  | r forta           |
| H       | h                  | h suau            |
| H       | h                  | h àrab            |
| H       | h                  | kh                |
| H       | h                  | hx                |
| S       | s                  | s                 |
| Š       | ʃ                  | x                 |
| Q       | q                  | q àrab            |
| K       | k                  | k                 |
| G       | g                  | g                 |
| T       | t                  | t                 |
| T       | ʧ                  | tx                |
| D, T    | d                  | d                 |
| D       | ʧ ˁ                | dy                |

### Observacions sobre els símbols
El fonema escrit i (o ἰ  en alguns sistemes de transcripció) representa una oclusiva glotal sorda quan s'escriu com  i /ἰ , una iod (so inicial de iurta) quan és i (segons el sistema adoptat). De fet, aquesta oclusiva glotal sorda, ha evolucionat en iod amb el temps, i no és fàcil determinar quin so té. Quan la consonant i (o, més rarament, w) és «muda», no s'escriu (en les arrels tertiæ i quartæ infirmæ, per exemple; consulteu l'article sobre l'egipci), s'escriu entre parèntesis: ms (i) , «donar a llum». En certa manera, hi ha dos sons d'origen diferent que es pronuncien de manera desconcertant:
- ἰ  per a l'oclusiva glotal sorda;
- i  per oclusiva glotal sorda després d'una iod;
- i  per a la iod pura (que es descompon en una successió de dues ii, i és freqüent en l'escriptura jeroglífica).

En nombroses obres -i en certes enciclopèdies-, veiem escrites les dues formes d'oclusiva glotal sorda, ἰ  i  i, de la mateixa manera: ἰr (i) («fer»), ja que serà escrit ir (i).
La consonant 3 ha estat considerada durant molt de temps com oclusiva glotal sorda. No obstant això, investigacions més recents tendeixen a mostrar que és líquida, una l o una r  vibrant.
Els signes d  i  d són probablement consonants emfàtiques (consulteu fonologia àrab).
Els símbols  s/z i s/s  s'utilitzen emparellats. Un text que utilitzi z no utilitzarà pas s, i viceversa. Quan un egiptòleg escriu Z3  correspon, doncs, al que un altre escriu com a S3.

### Convencions de lectura i d'escriptura
N'hi ha alguns convenis que cal conèixer. En primer lloc, convé assenyalar que les paraules egípcies mai no s'escriuen amb vocals: com hem vist, és un dels majors problemes de la transcripció. No obstant això, és habitual que es forci la vocalització, encara que no és possible determinar-la detalladament (la comparació amb el copte hi permet, però, alguns progressos) pronunciant 3,  i, ʿ  i  w, respectivament,  a,  i,  a (llarga), i  o  (de l  o p) després de les consonants. Aquest conveni, segurament, té sentit, perquè, en gran nombre de llengües afroasiàtiques, aquestes consonants també s'utilitzen per a denotar aquestes vocals (que després són mater lectionis). Quan els fonemes i  i w  estan al costat d'altres semivocals, les pronunciem com a consonants en la posició inicial o mitjana, i com a vocals en els altres casos, alternant consonants i vocals. Per exemple, la paraula y3w  serà llegida Yau, però yw3  serà IUA. Quan una successió de consonants no té aquests signes, o estan en nombre insuficient, introduïm una i  per facilitar-ne la pronunciació: nb.t  «dama, senyora» podrà ser llegit  nebet, NFR, «bell», nefer, etc.
Finalment, hi ha tres signes auxiliars que s'utilitzen per a representar conceptes gramaticals i morfològics:
- El guió que uneix els termes de paraules compostes: IMN-HTP, «Ammó-satisfacció» = «Ammó està satisfet». Així: Akhenaton 3h-n-ITN «resplendor d'Aton (disc solar)», etc.
- El punt separa les desinències en els signes amb cas gramatical: NFR, «bell», nfr.t, «bella» (i hi és T  el sufix femení),  NTR, «déu»,  nṯr.u, «déus» (u  és un sufix masculí plural), etc.
- El guió doble (codificat amb el signe igual) permet separar-ne els sufixos personals; així: pr.u = sn, «cases = d'ells», «casa»,  SDM = k, «entens = tu», «entens», etc.

### Exemple sinòptic
La transcripció científica de l'egipci és molt desconcertant. És molt útil per als especialistes, però no pot, en cap cas, substituir els usos actuals de paraules conegudes. Podem citar la frase següent com a exemple, presa de Mittelägyptische Grammatik für Anfang, d'Erhart Graefe (4a edició, editorial de Harrassowitz, Wiesbaden, 2004) per mostrar la complexitat del sistema:
| R | S | D19 | A2 | wi | SD | d | A2 | d | p | * | t | F20 | A2 | n | f |

| R | S | D19 | A2 | wi | SD | d | A2 | d | p | * | t | F20 | A2 | n | f |

Si llegim aquesta frase: /reʃwi seʤed depetenef/, ens dona una aproximació, sens dubte, molt allunyada de la realitat: la transcripció científica té el gran avantatge que el problema de la lectura s'allibera per permetre una precisa notació de fonemes. L'ús, al capdavall, importa poc en l'estudi d'una llengua tan antiga.